# Château de Bourg l'Évêque
 (août 2015).
Le château de Bourg l'Évêque est un château situé en Mayenne, à Simplé.

## Histoire
Bourg l'Évêque relevait autrefois du chapitre de la cathédrale d'Angers, d'où provient son nom. Au XVe siècle, le domaine devient une seigneurie qualifiée de châtellenie. Le premier château est construit à cette époque par la famille de Saint Melaine. 
En 1722, il est acquis par Jacques du Mans de Chalais. Après lui, le domaine passe à son frère, Michel-Jean du Mans de Chalais. Avant la Révolution française, la demeure contient une très riche bibliothèque  et de belles tapisseries. Elle est envahie le 3 septembre 1795 et plusieurs de ses défenseurs y trouvent la mort.
La demeure est reconstruite au XIXe siècle.
Le Chartrier, dont les archives sont presque totalement perdues, se trouve reproduit dans une partie du Fonds Couanier.

## Source
- « Château de Bourg l'Évêque », dans Alphonse-Victor Angot et Ferdinand Gaugain, Dictionnaire historique, topographique et biographique de la Mayenne, Laval, A. Goupil, 1900-1910 [détail des éditions] (BNF 34106789, présentation en ligne)